# Interacción alostérica
La interacción alostérica es un mecanismo por el cual se regula la actividad de ciertas enzimas. Las enzimas susceptibles a esta forma de regulación se llaman enzimas alostéricas y se caracterizan por tener múltiples sitios activos con los que pueden interactuar efectores. Cuando uno o más efectores se unen a dichos sitios se modifica la estructura tridimensional de la enzima, lo cual puede alterar su afinidad por el sustrato y resultar en una regulación de la actividad.

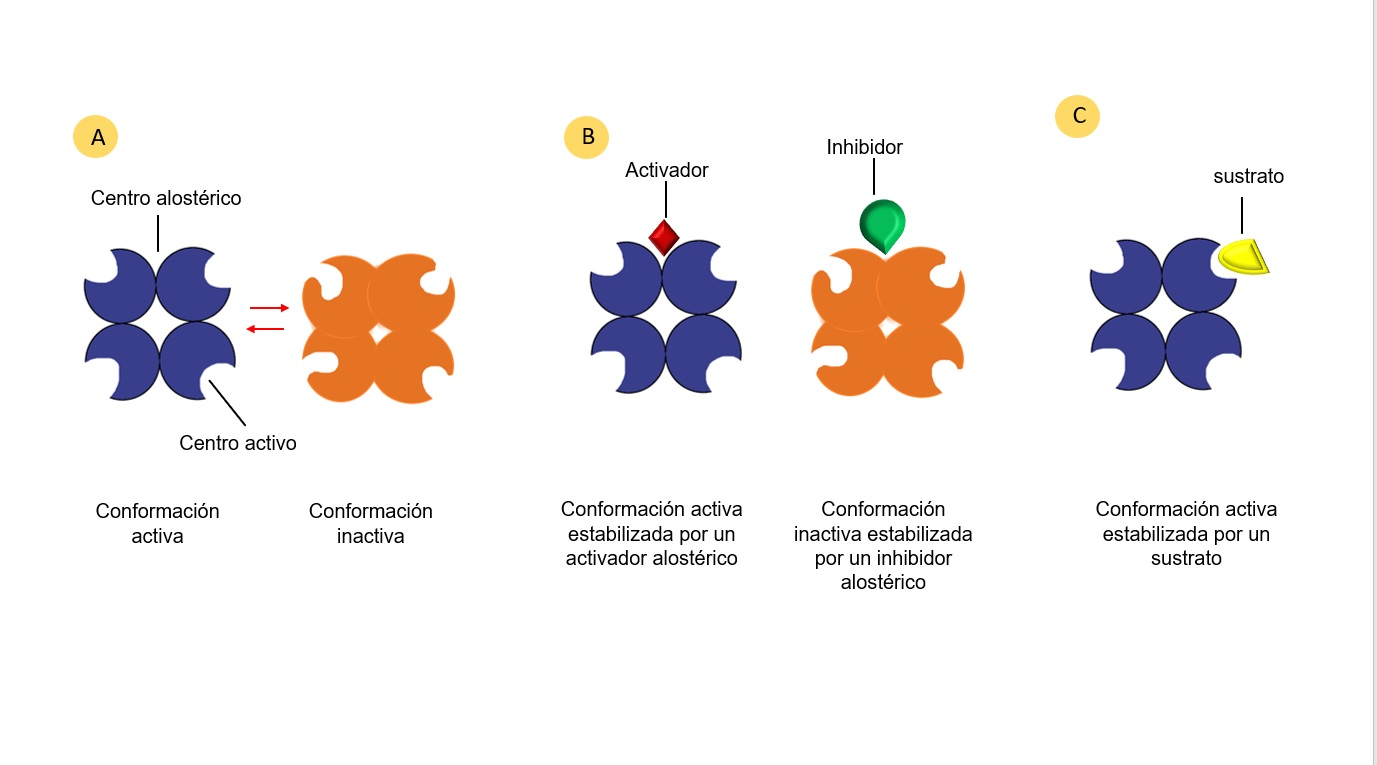
Distintas formas de regulación de las enzimas alostéricas.

La regulación alostérica puede ser positiva cuando la unión del efector aumenta la actividad de la enzima (activación alostérica), o negativa cuando la unión del efector disminuye la actividad de la enzima (inhibición alostérica).

## Efectores
Los moduladores alostéricos o efectores alostéricos suelen ser metabolitos celulares o pequeños cofactores. Los efectores pueden ser positivos o negativos.
Los efectores positivos o activadores, al interactuar con la enzima permiten mayores velocidades de reacción con concentraciones de sustrato menores, ya que aumentan la actividad de la enzima. El centro alostérico donde se une un efector positivo se conoce como centro activador.
Los efectores negativos o inhibidores disminuyen la actividad enzimática cuando interactúan con la enzima. El centro alostérico al que se unen se denomina centro inhibidor.
Por otro lado, según el tipo de efector alostérico que intervenga en la modulación de la enzima, se pueden clasificar en dos tipos: homotrópicas y heterotrópicas.
Las homotrópicas son aquellas en las que el sustrato y el efector alostérico son la misma molécula. La unión de una molécula de sustrato a una subunidad de la enzima afecta la afinidad de las otras subunidades por el mismo sustrato. Esto se conoce como cooperatividad, y puede ser positiva o negativa. Un ejemplo de enzima alostérica homotrópica es la hemoglobina, que transporta oxígeno en la sangre.
Las heterotrópicas son aquellas en las que el sustrato y el efector alostérico son moléculas diferentes. En estos casos la unión de una molécula reguladora a un sitio alostérico de la enzima modifica la afinidad del sitio activo por el sustrato. Esto se conoce como regulación alostérica, y puede ser positiva o negativa. Un ejemplo de enzima alostérica heterotrópica es la aspartato-transcarbamilasa, que cataliza la primera reacción de la síntesis de nucleótidos de pirimidina.

## Sitios activos
Las enzimas que se regulan por interacción alostérica cuentan con al menos dos sitios activos; aquel al que se une el sustrato (en donde se cumple la acción catalítica), y el denominado alostérico, donde se unen los efectores. 
Existen dos tipos de enzimas alostéricas:  
- Monoméricas: tienen una sola cadena polipeptídica y se regulan por la unión de un efector alostérico y un sustrato. Un ejemplo es la glucosamina-6-fosfato desaminasa.

- Oligoméricas:  tienen varias cadenas polipeptídicas o subunidades y se regulan por la cooperatividad entre ellas. Un ejemplo es la aspartato-transcarbamilasa.

## Modulación alostérica
Existen dos estados conformacionales que se relacionan con la afinidad de la enzima por su sustrato: 
- Sistemas R (Relajado)

En este estado, la enzima tiene una mayor afinidad por su sustrato o ligando, lo que significa que tiene una mayor capacidad para unirse a él y realizar su función. El estado R suele asociarse con la forma activa o funcional.
- Sistemas T (Tenso)

En este estado, la enzima tiene una menor afinidad por su sustrato o ligando, lo que significa que tiene una menor capacidad para unirse a él y realizar su función. El estado T suele asociarse con una forma inactiva o menos activa.
- Cooperatividad

En este modelo, la unión de un efector alostérico a un sitio alostérico en una subunidad de una enzima modifica la afinidad de las otras subunidades por su sustrato. Esto significa que, cuando una subunidad se une a un ligando, puede influir en la afinidad de otras subunidades en la misma enzima. La cooperatividad puede ser positiva (aumenta la afinidad) o negativa (disminuye la afinidad).